# Plein-contact

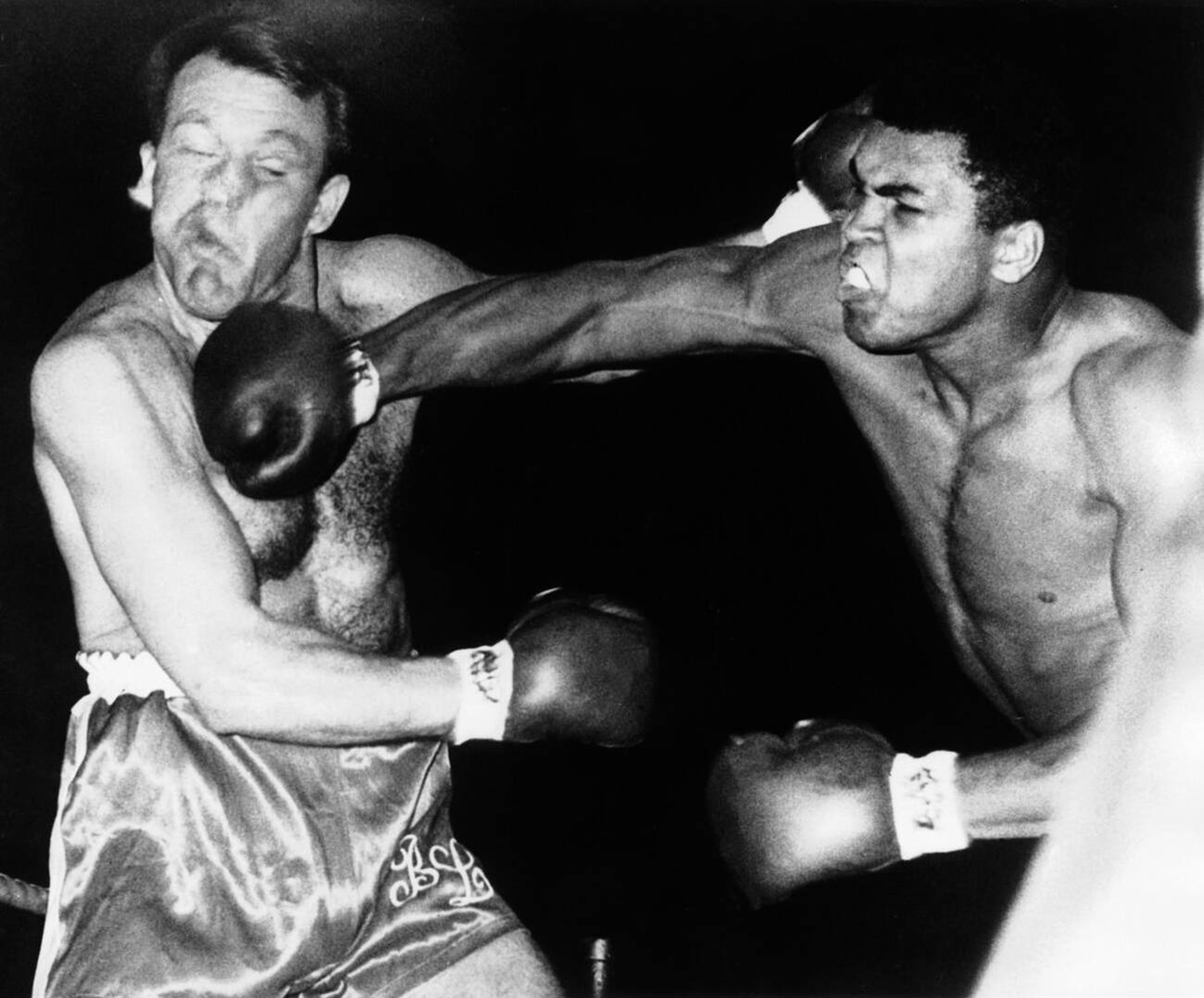
Les combats professionnels de boxe anglaise se pratiquent en plein-contact, comme on le voit ici, Mohamed Ali mettant Brian London hors-combat par un coup de poing crocheté large.

Le plein-contact, traduction en français de l'expression anglaise full contact, désigne, dans les sports de combat, les pratiques de compétition où la mise hors de combat de l’adversaire est autorisée. On parle du principe de compétition dit du « KO-system ». En boxe anglaise, c’est le cas pour les compétitions dites de boxe amateur et de boxe professionnelle.
Sur le territoire français, la législation en matière de sport recommande :
- le « plein-contact » à partir de l’âge de 18 ans révolus pour les athlètes techniquement avancés.
- un mineur ne peut rencontrer un majeur dans les règles du « plein-contact ».

Ainsi, pour les cadets expérimentés (16-17 ans) outre les compétitions techniques ou de light-contact, seul le « précombat » (techniques portées avec force sans recherche de hors-combat) est acceptable.
En outre, le light-contact n’existe pas hors de France, dans le sens de la législation française, il s’agit plutôt médium-contact. Cette dernière est une confrontation dite de « contact moyen » (appelé très souvent « middle-style » aux États-Unis) dans laquelle les techniques sont « lâchées » sans recherche de hors-combat ; à la différence du précombat où les coups sont portés réellement.

NB : Ne pas confondre l’expression « plein-contact » avec l’activité full-contact (boxe américaine) qui est un sport de combat à part entière dans lequel on trouve trois formes d’opposition : le light-contact, le « précombat » (« médium-contact » ou « middle-style ») et le « plein-contact » (plein-impact) ; auquel on peut rajouter le semi-contact (points-fighting).